# تئودور مالم
تئودور مالم (سوئدی: Theodor Malm; ۲۳ اکتبر ۱۸۸۹ – ۲ اکتبر ۱۹۵۰) بازیکن فوتبال اهل سوئد بود.
از باشگاه‌هایی که در آن بازی کرده‌است می‌توان به باشگاه فوتبال ای‌آی‌کی اشاره کرد.
وی همچنین در تیم ملی فوتبال سوئد بازی کرده‌است.